# Copiocera surinamensis
Copiocera surinamensis är en insektsart som beskrevs av Rehn, J.A.G. 1913. Copiocera surinamensis ingår i släktet Copiocera och familjen gräshoppor. Inga underarter finns listade i Catalogue of Life.